# Evariste Mertens

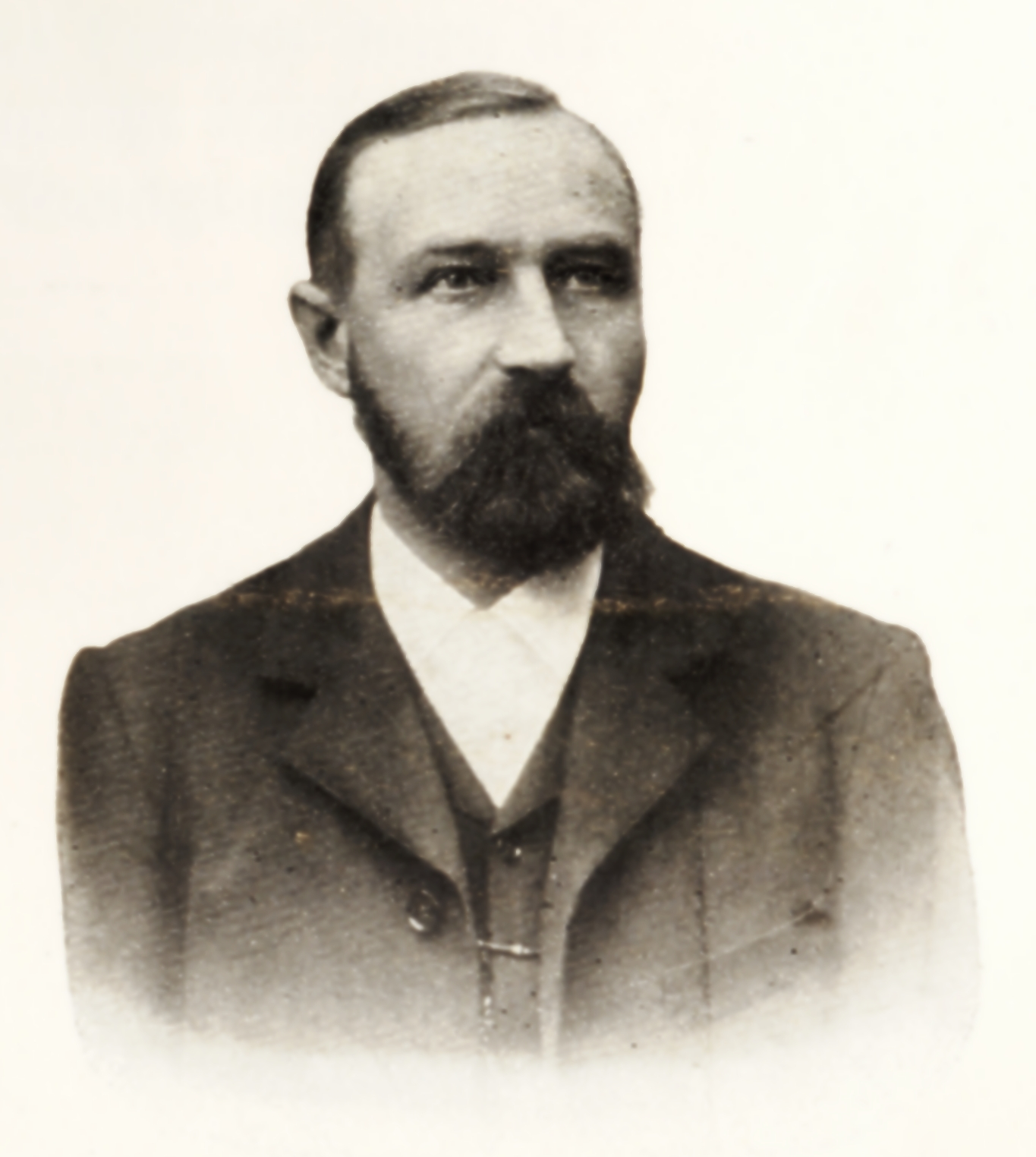
Evariste Mertens

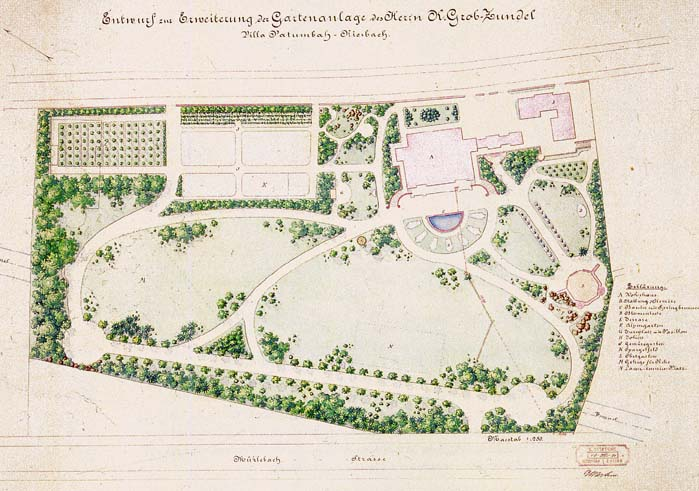
Plan Mertens für den Park der Villa Patumbah

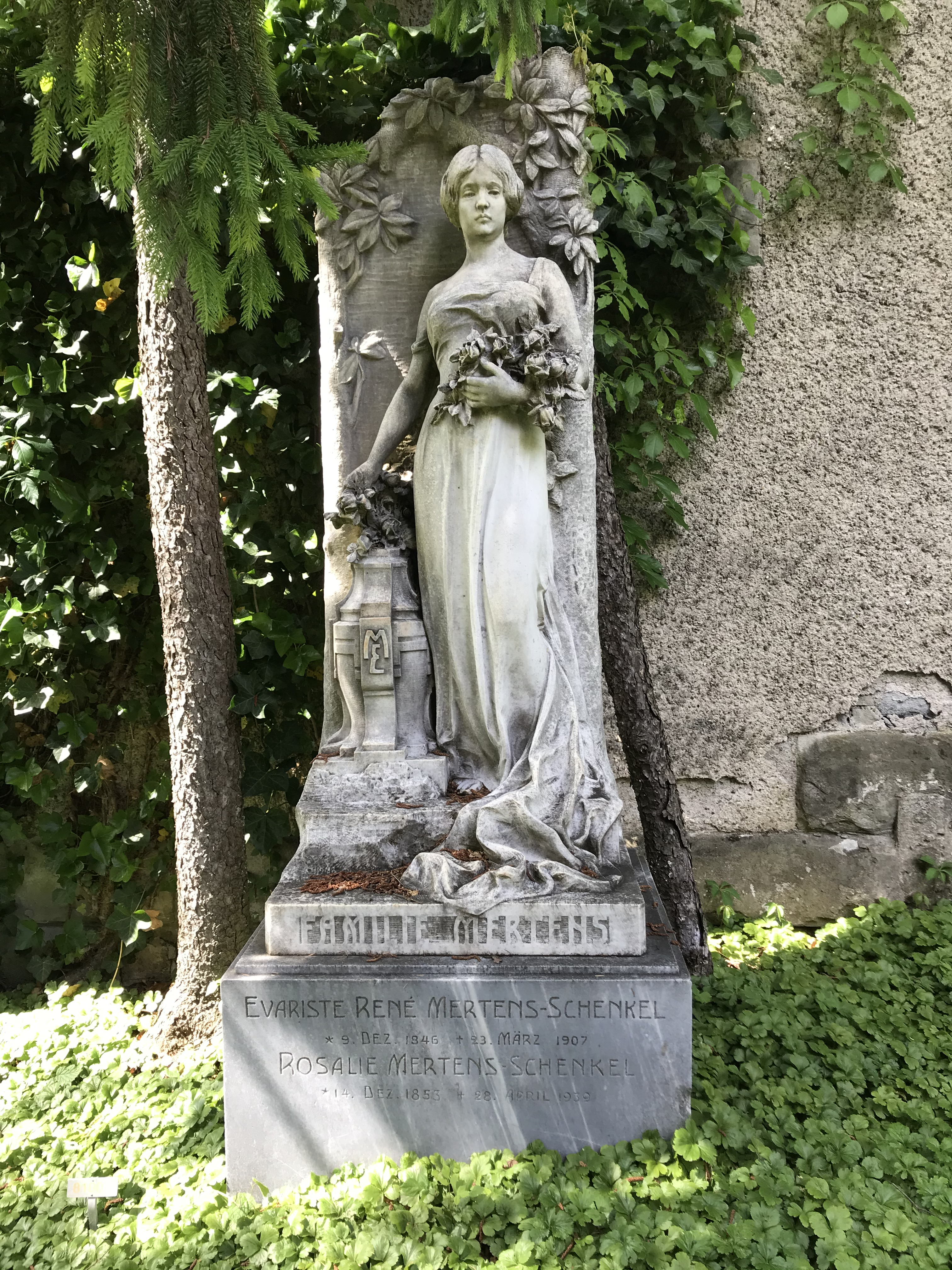
Grab von Evariste Mertens, Friedhof Enzenbühl, Zürich

Evariste François René Mertens (* 1846 in Breda; † 1907 in Zürich) war ein Schweizer Gartenarchitekt belgischer Herkunft.

## Leben
Der 1846 geborene Evariste Mertens stammte aus Belgien. Nach Abschluss der Studien am Institut horticole in Gent und gärtnerischer Praxis in England und Frankreich kam er im Alter von 24 Jahren in die Schweiz, wo er mit seinem Studienkollegen Arnold Neher 1870 eine Gartenbaufirma in Schaffhausen gründete.
Mit dem Sohn von Leopold Karl Theodor Fröbel, dem Gartenbauarchitekten Otto Karl Fröbel, war er massgeblich an der Ausführung der Zürcher Quaianlagen  beteiligt. 1889 gründete er eine eigene Gartenbaufirma in Zürich, die später von seinen Söhnen, den Gebrüdern Walter und Oskar Mertens, weitergeführt wurde. Neben öffentlichen Anlagen entwarf Mertens auch zahlreiche Privatgärten. Er fand seine letzte Ruhestätte auf dem Zürcher Friedhof Enzenbühl. Die Grabskulptur schuf der Bildhauer Gustav Siber.

## Werke
- Park der Villa Patumbah in Zürich-Riesbach
- Park von Schloss Sihlberg in Zürich-Enge
- Quaianlagen Zürich (Arboretum und Parkanlagen am Zürichhorn)
- Umgestaltung des Parkes auf dem Platzspitz beim Bau des Schweizerischen Landesmuseums, Zürich
- Gartenanlage der Kreuzkirche in Zürich-Hottingen
- Park der Villa Boveri in Baden
- Kurpark in Baden
- Kurpark in Schinznach-Bad
- Quaianlagen in Zug
- Park des Hauses «zum Komitee» in Weinfelden
- Park um das Schloss Wart bei Neftenbach
- Park der Villa Bellerive in Luzern